# That's You and Me
That's You and Me es un álbum de estudio del cantante canadiense Hank Snow. Fue lanzado en julio de 1974 a través del sello discográfico RCA Records.

## Grabación y contenido
Las sesiones de grabación del álbum tuvieron lugar en RCA Studio A, un estudio ubicado en Nashville, Tennessee. Chet Atkins y Ronny Light produjeron el álbum mientras que Al Pachucki y Tom Pick se desempeñaron como ingenieros de audio. That's You and Me contenía diez canciones. «Brand on My Heart» es la única canción del álbum compuesta por Snow. El álbum también una versión de la canción «Mama Tried» de Merle Haggard. La canción que da nombre al LP fue escrita por Gene Martin y Chuck Glaser, y posteriormente lanzado como el sencillo principal del álbum.

## Recepción de la crítica
Un escritor no especificado de Record World declaró: “Hank está en buena forma mientras presenta otra magnífica colección de material country. Su estilo de canto clásico y fácil realza cada melodía y de repente cada una se vuelve suya”. Un escritor no especificado de la revista Cash Box declaró: “La selección de material en el nuevo LP de Hank es excelente y su interpretación vocal queda bellamente capturada por la producción de los incomparables Chet Atkins y Ronny Light”.

## Lista de canciones
| Lado uno |                            |                                           |          |  |
| N.º      | Título                     | Escritor(es)                              | Duración |  |
| 1.       | «That's You and Me»        | Chuck Glaser Gene Martin                  | 2:01     |  |
| 2.       | «Come Live with Me»        | Boudleaux Bryant                          | 2:34     |  |
| 3.       | «Brand on My Heart»        | Hank Snow                                 | 3:00     |  |
| 4.       | «One Minute Past Eternity» | William E. Taylor Stanley Kesler          | 2:07     |  |
| 5.       | «Birth of the Blues»       | Ray Henderson Lew Brown Buddy G. De Sylva | 2:30     |  |

| Lado dos |                                       |                            |          |  |
| N.º      | Título                                | Escritor(es)               | Duración |  |
| 1.       | «Mama Tried»                          | Merle Haggard              | 2:01     |  |
| 2.       | «The Prisoner Song»                   | Guy Massey                 | 3:54     |  |
| 3.       | «Paper Roses»                         | Fred Stielman Janice Torre | 3:06     |  |
| 4.       | «All I Can Hold To»                   | Ruby Moody Marvin Thompson | 2:59     |  |
| 5.       | «I Keep Dreaming of You All the Time» | Moody                      | 3:00     |  |

## Créditos y personal
Créditos adaptados desde las notas de álbum de That's You and Me.
Personal técnico
- Chet Atkins – producción
- Ronny Light – productor
- Al Pachucki – ingeniero de audio
- Tom Pick – ingeniero de audio
- Ray Butts – técnico de estudio
- Dick Cobb – fotografía
- Herb Burnette – director artístico

## Posicionamiento
| Gráfica (1974)                             | Pico de posición |
| ------------------------------------------ | ---------------- |
| Estados Unidos (Billboard Hot Country LPs) | 35               |